# Arusha (region)

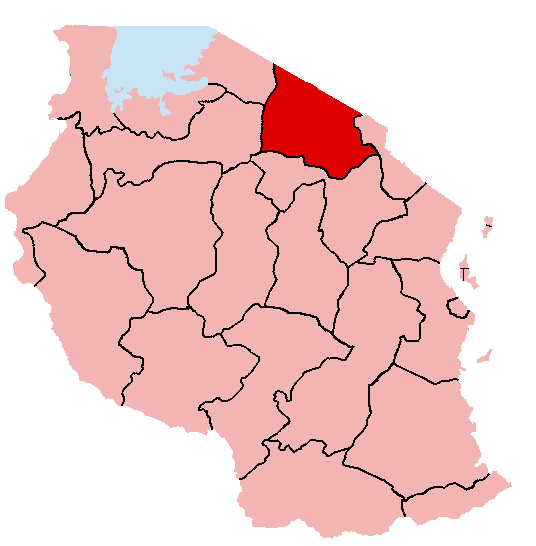
Arusharegionens läge i Tanzania.

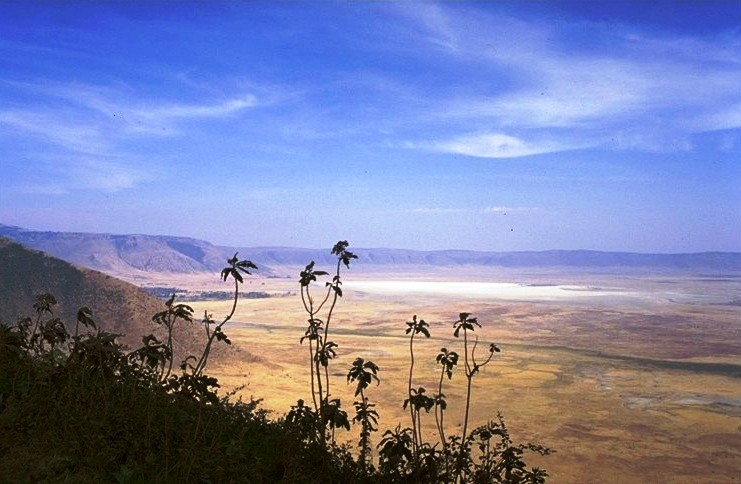
Ngorongoros caldera i västra delen av regionen.

Arusha är en av Tanzanias 30 regioner och är belägen i den norra delen av landet, med gräns mot Kenya i norr. Den har en beräknad folkmängd av 1 617 728 invånare 2009 på en yta av 33 809 km², och är indelad i de fem distrikten Arumeru, Arusha, Karatu, Monduli och Ngorongoro. Administrativ huvudort är staden Arusha som ligger vid foten av Mount Meru, Tanzanias näst högsta berg, och endast några mil sydväst om Kilimanjaro. Ngorongoro är ett naturskyddsområde i regionens västra delar som blev ett av Unescos världsarv 1979. Manyararegionen som gränsar i söder var tidigare en del av Arusharegionen, men blev en egen region i maj 2002.

## Städer och orter
En betydande del av regionens urbana befolkning bor i staden Arusha med närmaste omgivning. Arusharegionen har fyra orter med över 10 000 invånare. 
| Ort       | Distrikt | Invånarantal 2002 |
| --------- | -------- | ----------------- |
| Arusha    | Arusha   | 270 485           |
| Kiranyi   | Arumeru  | 26 658            |
| Moivo     | Arumeru  | 17 949            |
| Usa River | Arumeru  | 13 542            |

Arushas sammanhängande storstadsområde, inklusive bland annat Kiranyi och Moivo, hade 338 884 invånare år 2002.